# Stentjärnarna (norra)
Stentjärnarna (norra) är en sjö i Vilhelmina kommun i Lappland och ingår i Ångermanälvens huvudavrinningsområde. Sjön har en area på 0,0344 kvadratkilometer och ligger 635,6 meter över havet. Stentjärnarna (norra) ligger i Njakafjäll Natura 2000-område. Vid provfiske har elritsa, röding och öring fångats i sjön.

## Delavrinningsområde
Stentjärnarna (norra) ingår i det delavrinningsområde (720596-149344) som SMHI kallar för Utloppet av Stentjärnarna (norra). Medelhöjden är 677 meter över havet och ytan är 0,89 kvadratkilometer. Räknas de 2 avrinningsområdena uppströms in blir den ackumulerade arean 1,31 kvadratkilometer. Vattendraget som avvattnar avrinningsområdet har biflödesordning 4, vilket innebär att vattnet flödar genom totalt 4 vattendrag innan det når havet efter 358 kilometer. Avrinningsområdet består mestadels av skog (84 procent) och sankmarker (12 procent). Avrinningsområdet har 0,04 kvadratkilometer vattenytor vilket ger det en sjöprocent på 3,9 procent.